# NGC 1852
NGC 1852 је расејано звездано јато у сазвежђу Златна риба које се налази на NGC листи објеката дубоког неба.
Деклинација објекта је - 67° 46' 39" а ректасцензија 5h 9m 24,0s. Привидна величина (магнитуда) објекта NGC 1852 износи 12,0. NGC 1852 је још познат и под ознакама ESO 56-SC71.